# Ordine della Stella di Oghuz Khan
L'Ordine della Stella di Oghuz Khan (in turkmeno: Oguzhanyň Ýyldyzy) è un'onorificenza turkmena.

## Storia
L'ordine è stato istituito l'8 febbraio 2014 ed è dedicato al leggendario eroe-progenitore dei popoli turchi Oghuz Khan.

## Assegnazione
L'ordine viene assegnato ad alti ufficiali delle forze armate e personale militare per premiare:
- meriti particolarmente significativi nell'assicurare la sicurezza militare e il rafforzamento della capacità di difesa dello Stato;
- meriti speciali nella guida esemplare di unità militari che abbiano assicurato l'espletamento dei doveri militari da parte del personale militare, l'impeccabile svolgimento dei compiti di servizio militare e il raggiungimento di alti livelli di prontezza al combattimento e il raggiungimento di elevati indicatori personali nel servizio militare;
- meriti elevati nello sviluppo della scienza e della tecnologia militare, nella formazione del personale delle Forze armate del Turkmenistan, nello sviluppo di operazioni di addestramento militare su larga scala, nello svolgimento di esercitazioni militari e nel mantenimento dell'elevata prontezza al combattimento dell'esercito;
- lo speciale coraggio dimostrato in un significativo contributo personale alla difesa della Patria, lo speciale coraggio dimostrato nell'assicurare l'inviolabilità del confine di Stato del Turkmenistan, nella protezione della legge e dell'ordine che abbia comportato un rischio della propria vita;
- il coraggio e la speciale impavidità dimostrati nell'espletamento esemplare di incarichi speciali in tempo di pace.[1]

I cittadini insigniti dell'ordine ricevono un bonus pari a un importo di trenta volte il salario mensile medio e ricevono un aumento del salario, dello stipendio, della pensione o della borsa di studio per un importo del 30% del salario mensile medio.
Gli insigniti godono anche di altri benefici nei modi e nei casi stabiliti dagli atti legislativi del Turkmenistan.
L'insegna viene indossata sul lato sinistro del petto e, in presenza di altri riconoscimenti statali, si trova sopra di essi.
L'ordine può essere conferito postumo.

## Insegne
L'insegna è realizzata in argento sterling 925 dorato ed è composto da tre stelle a otto punte sovrapposte organicamente e tempestate di pietre preziose.
Il bordo esterno della prima stella ha un diametro pari a 44 mm di diametro ed è smaltata di verde. Le punte presentano linee convesse e dorate.
La seconda stella ha un diametro pari a 50 mm di diametro e i suoi raggi sono convessi e dorati. Le punte terminano con delle sfere.
La terza stella ha un diametro pari a 26 mm ed è smaltata di rosso. Su ciascuna punta sono posti tre diamanti. Al suo interno sono presenti due cerchi. Il cerchio esterno è ricoperto di smalto bianco. Nella sua parte superiore vi è l'iscrizione dorata "OGUZHANYŇ ÝYLDYZY" mentre in quella inferiore, tra sei diamanti posti a distanza equidistante, vi sono immagini di cinque tappeti turkmeni dorati.
Il cerchio interno ha un diametro pari a 18,5 mm e ha una forma concava. Esso raffigura i raggi dorati divergenti del sole che illuminano la sagoma di Oghuz Khan con la mano alzata in segno di saluto, mentre cavalca un cavallo turkmeno. Nella parte bassa del cerchio vi sono tre piccoli ottagoni dorati.
L'insegna è collegata con un anello a un blocco realizzato a forma di libro aperto alto 15 mm e largo 30,5 mm. Al centro di questo, su una colonna ricoperta smaltata di rosso, sono presenti le immagini di cinque tappeti turkmeni dorati. Il blocco è smaltato di verde e ha un ornamento dorato.